# Carlo Lurati
Carlo Lurati (* 22. Mai 1804 in Lugano; † 30. April 1865 in Mailand) war ein Schweizer Arzt, Politiker, Tessiner Grossrat und Staatsrat.

## Biografie
Carlo Lurati war Sohn von Giuseppe und seiner Frau Margherita geborene Fossati. Er heiratete Antonia Frasca. Nach den Schulen in Lugano und Como promovierte er im Jahr 1828 in Medizin an der Universität Pavia. Von 1829 bis zu seinem Tod war er Oberarzt am Spital Santa Maria in Lugano. Er publizierte 1835 Untersuchungen über die Verbreitung der Cholera, 1845 über die Einrichtung der Landarztpraxen im Kanton Tessin und mehrere Schriften über die Mineralquellen im Tessin und in der Lombardei.
Politisch war er in den Reihen der Radikalen aktiv und gründete zusammen mit Stefano Franscini und Pietro Peri 1830 die Zeitung L’Osservatore del Ceresio, die für eine Verfassungsreform eintrat. Von 1848 bis 1849 war er Tessiner Grossrat und von 1849 bis 1851 Staatsrat. Im Jahr 1859 nahm 1859 zusammen mit Henri Dunant als Arzt in den Militärspitälern von Brescia am Italienische Unabhängigkeitskrieg teil. Professor der Naturgeschichte am Lyzeum von Lugano von 1859 bis 1865. Er war Mitglied mehrerer wissenschaftlicher und literarischer Akademien.

## Schriften (Auswahl)
- Sulla istituzione delle condotte mediche nel Cantone Ticino: pensieri. Lugano 1845.
- Le acque minerali del Ticino. G. Bianchi, Lugano 1845.
- Lugano, il suo lago ed i suoi dintorni. 1858 bereit zum Druck, aber nie erschienen.[2]
- Le sorgenti solforose di Stabio: le aque ferruginose del San Bernardino e le altre fonti minerali della Svizzera Italiana col quadro mineralogico della stessa. Tipografia Veladini e Comp., Lugano 1858.
- Intorno al disastro di Morcote sul lago di Lugano del 10 settembre 1862. Tipografia Veladini e Comp., Lugano 1862.
- mit Carlo Perini: Illustrazione del Tirolo italiano e della Svizzera italiana. Corona e Caimi editori, Milano 1859.